# 무사시 중학교·고등학교
무사시 중학교·고등학교(일본어: 武蔵中学校・高等学校)는 일본 도쿄도 네리마구 도요타마가미(豊玉上)에 있는 사립 남자중학교·고등학교이다.

## 개관
학교법인 네즈 육영회(根津育英会)가 설립한 무사시 고등학교(구)를 전신으로 한다. 도립 학교 전성시기이래로 츠쿠바 대학부속고마바 중고등학교(筑波大駒場)등과 함께 도쿄대학 진학률이 높은 명문교로 명성을 날렸다. 1990년대 초까지 도쿄대 합격률 상위를 다투었으나, 사립학교의 대두와 더불어 하강곡선을 그려 상대적으로 옛 명성은 빛이 바랬으나, 여전히 명문교의 이미지가 강하다. 교풍이 매우 독특하여 한 학년이 네 반으로 편성되는 소규모이면서 녹음이 우거진 광대한 캠퍼스등 우수한 학업환경때문에 꾸준히 인기를 자랑하고 있다. 학계,관계에 많은 졸업생을 배출하고 있다. 특히 연구자,학자를 많이 배출하는 학교라는 이미지가 있으며, 가이세(開成), 아자부(麻布) 중학교·고등학교등과 더불어 이른바 도쿄 고산케라고 불린다.

## 교풍
교풍은 매우 자유로우면서도 독특하다. 우선 교복이 없는 사복학교이며, 교칙은 오토바이 통학금지나 교실내 실내화 착용정도이다. 단, 웃통을 벗은 상태로 등교하거나, 교내에서 음식을 시켜 먹거나,마작을 하거나, 야키니쿠를 구워 먹는 등, 도를 넘은 행동에 대해서는 지도를 한다고 한다.

### 물풍선 던지기
상급생이 신입생을 환영하는 의미에서 물을 잔뜩 넣은 비닐봉지를 신입생의 교실에 던지는 물풍선 던지기(미즈나게)라는 것이 있었다. 아쿠타가와 상을 수상한 오오오카 아키라(大岡玲)의 소설에도 등장하는데, 이로 인해 수업방해가 심해져 현재는 중단되어 있다.

## 교육
독자적인 커리큘럼을 보유하고 있어, 문부성이 정한 검정교과서는 거의 채용하지 않고, 학교 자체 개발의 프린트및 문고서적등을 교재로 정해 사용하고 있다. 일부 과목은 고교수준을 훌쩍 뛰어넘은 고난이도의 내용도 교수하며, 교양교육에 중점을 두는 것이 특색이다. 이과 수업은 실험중심으로 엄청난 량의 리포트를 부과한다.
중학교 입시문제는 매우 독특하여 고도의 창의력과 문장기술력을 묻는다. 국어(일본어) 논술에서는 자수제한없이 의견을 개진하게 한다든가, 사회입시에서는 시사성이 높은 문제를 출제하고 수학문제는 응용능력을 측정하는 문제를 내어 일반 중학교 입시와는 차이가 크다.

## 자매결연
독일, 오스트리아, 프랑스, 중국, 한국 등과 자매결연을 통해 학생 교환프로그램을 운영하고 있다. 대한민국에서는 한영외국어고등학교와 2006년에 자매 결연을 맺어 1개월 단위로 학생 교환 프로그램을 운영중이다.